# 陈晓岚
陈晓岚（1900年5月2日—1975年9月），四川武胜烈面镇人，中共党员。出生在一个封建豪门家庭。其父陈岚轩，儒生。1921年，考入北京大学，造纸专家。

## 生平
1913年与尹懋昭去顺庆（今南充市）华英小学读书，1915年考入重庆求精中学读书。
1921年，陈晓岚以优异的成绩考入北京大学。同年，加入了李大钊创办的早期组织，接受马克思主义。
1925年8月，陈晓岚在北大加入中国共产党。
1926年，陈晓岚等人联合在京的川籍进步青年，成立“四川青年社”。1927年2月，国民党北京市党部改选，陈晓岚当选为候补监察委员。
1929年底，前往法国、德国留学。因来往信件受到检查，中断了与中共党组织的联系。在德期间，陈晓岚勤工俭学，获德国高等工业学校联合考试合格证书，并在德国郎格造纸厂、西门子电缆纸厂及高级印刷厂实习，后又到芬兰科第卡化学木浆厂实习等。1933年回国。
不久，浙江嘉兴民丰造纸厂聘请陈晓岚为造纸工程师，他改革工艺，试制成功薄白纸板。1935年又试制成功了工艺较为复杂的卷烟纸。
抗日战争爆发后，陈晓岚回川，主持重庆四川造纸厂和云南云丰造纸厂的筹建工作。四川造纸厂并入嘉乐纸厂后，于1938年成立嘉乐纸厂股份有限公司，陈晓岚任厂长兼总工程师。
1946年秋，陈晓岚任民丰造纸厂厂长，并兼任两厂的副总工程师。
1949年后，陈晓岚先后任华东工业部顾问、轻工业部华东办事处造纸室总工程师、轻工业部设计公司总工程师、轻工业部造纸设计院副院长兼总工程师、第一轻工业部北京设计院副院长兼总工程师，第一、二、三届全国人大代表、中国造纸学会第一副理事长等职。
担任轻工业部设计院副院长兼总工程师、高级工程师。1954年，当选第一届全国人民代表大会代表，后在第二届、第三届连续当选，并任中国造纸学会第一副理事长等职。
1975年9月在北京病故，终年75岁。